# Thập niên 810 TCN
Thập niên 810 TCN hay thập kỷ 810 TCN chỉ đến những năm từ 810 TCN đến 819 TCN.

## Sự kiện
819 TCN - Lỗ Vũ công cùng con lớn là Cơ Quát, con nhỏ là Cơ Huy vào triều kiến Chu Tuyên vương. Tuyên vương thích Huy, muốn lập Huy làm thế tử nước Lỗ. Bầy tôi nhà Chu là Phàn Trọng Sơn can ngăn Chu Tuyên Vương không nên bỏ trưởng lập thứ vì như vậy là không thuận, sẽ gây ra loạn, nhưng Tuyên vương không nghe theo. Lỗ Vũ công theo lệnh của thiên tử, lập Cơ Huy làm thế tử.
Mùa hè năm đó Lỗ Vũ công về nước và qua đời không bao lâu sau.
817 TCN— Pedubastis I tự xưng là vua của Ai Cập , thành lập Vương triều thứ hai mươi ba .
816 TCN - Tề Lệ công trở nên bạo ngược và chuyên chế, người dân nước Tề căm ghét ông và liên lạc với con trai của Tề Hồ công để giết Tề Lệ công. Các con trai của Tề Hồ công đều chết trận, người Tề lập Công tử Xích, con trai Tề Lệ công , lên ngôi, lấy hiệu là Tề Văn công. Tề Văn công đã xử tử tất cả bảy mươi người tham gia vào việc giết chết Tề Lệ công, chấm dứt tình trạng nội loạn trong cung điện kéo dài hơn 40 năm.
814 TCN - Carthage được thành lập bởi những người thực dân Phoenicia từ Liban ngày nay , do nữ hoàng Dido lãnh đạo . Thành phố phát triển thành một cường quốc hàng hải thống trị biển Địa Trung Hải .
811 TCN - Adad-nirari III kế vị cha mình là Shamshi-Adad V làm vua của Assyria .

## Mất
816 TCN: Tề Lệ công và Lỗ Vũ công
815 TCN: Jehu
814 TCN : Vệ Ly hầu
812 TCN: Tấn Hiến hầu
811 TCN: Shamshi-Adad V
810 TCN: Sái Di hầu